# براچ
براچ (کرواتی: Brač) جزیره‌ای در استان دالماسی کرواسی و در دریای آدریاتیک است. این جزیره با ۳۹۶ کیلومترمربع مساحت، سومین جزیره بزرگ دریای آدریاتیک است.
قله ویدووا گورا با ۷۸۰ متر ارتفاع، بلندترین نقطه در دریای آدریاتیک است.